# Rush Center
Rush Center es una ciudad ubicada en el condado de Rush en el estado estadounidense de Kansas. En el año 2010 tenía una población de 170 habitantes y una densidad poblacional de 170 personas por km².

## Geografía
Rush Center se encuentra ubicada en las coordenadas 38°27′54″N 99°18′39″O / 38.46500, -99.31083 (38.464881, -99.310903).

## Demografía
Según la Oficina del Censo en 2000 los ingresos medios por hogar en la localidad eran de $31,500 y los ingresos medios por familia eran $34,861. Los hombres tenían unos ingresos medios de $23,125 frente a los $19,375 para las mujeres. La renta per cápita para la localidad era de $16,006. Alrededor del 5.6% de la población estaban por debajo del umbral de pobreza.